# Itō Keisuke
Itō Keisuke (伊藤圭介?) (Gofuku-cho, Nagoya 1803 - Tokio, 1901) fue un médico y botánico japonés de la era Meiji.

## Biografía
Nació en Gofuku-cho, dentro del perímetro de la ciudad de Nagoya, fue hijo del médico Gendo Nishiyama. Se educó en el confucianismo y estudió medicina como su padre. También por su propia iniciativa estudió botánica.
En 1820 a la edad de 18 años ya ejercía la medicina. Con 19 años se marchó a Kioto para estudiar las ciencias europeas. En 1827 cuando tenía 25 años se fue a Nagasaki para estudiar Botánica junto a Siebold.
Cuando tenía 27 años, en 1829 publicó su primer libro titulado "Taisei Bonzō Meisō" (Nombres de las Plantas del Extremo Occidente), consiste en una lista de nombres de plantas japonesas y chinas con los correspondientes nombres binomiales latinos que Carl Peter Thunberg (1743-1828) les había dado en su "Flora Japónica" (1784). Este libro aunque primordialmente una traducción, sin embargo su importancia radica en que por vez primera Keisuke explica el sistema lineano de clasificación de las plantas, un total desconocido hasta entonces en Japón. A este su primer libro seguirían otros 17 libros más, publicados a lo largo de su vida.
En 1852 cuando tenía 50 años por orden del señor del clan Owari, estableció un método de vacunación contra la viruela para todo Japón. Esto le dio un gran prestigio personal como médico. Contribuyó a la mejora de los tratamientos médicos en Owari y promovió las Ciencias Naturales en esta área. En 1868 con la abolición de los clanes por los Meiji y el establecimiento de las prefecturas, hizo ver la importancia de la medicina occidental y con el apoyo de sus patrocinadores consiguió que la prefectura de Aichi estableciera una escuela médica de métodos occidentales. Esta primera escuela médica se fundó en el edificio de la antigua corte suprema del clan de Nagoya. Este fue el origen de la Universidad de Nagoya.
Fue designado como profesor de la Universidad de Tokio en 1881, en donde obtuvo el doctorado en Ciencias en 1888, fue el primer director de la "Sociedad de graduados universitarios". En 1901 se le nombró "Profesor Emérito" de la Universidad de Tokio y se le otorgó el título de "barón". En el mismo año falleció a la edad de 98 años.

## Reconocimientos
La especie del género Rhododendron, Rhododendron keiski fue nombrada en su honor.

## Obras
- Taisei Bonzö Meisö. Keisuke Ito, 1830
- Nippon Sanbutsushi. Ito
- Nippon Shokubutsu Zusetsu Soubu. Ito